# Cattedrale nuova di Cadice
La cattedrale nuova di Cadice o cattedrale di Santa Croce sul Mare (in spagnolo: Catedral Nueva de Cádiz o Catedral de Santa Cruz sobre el Mar o Catedral de Santa Cruz sobre las Aguas) si trova a Cadice, in Spagna, ed è la cattedrale della diocesi di Cadice e Ceuta.

## Storia

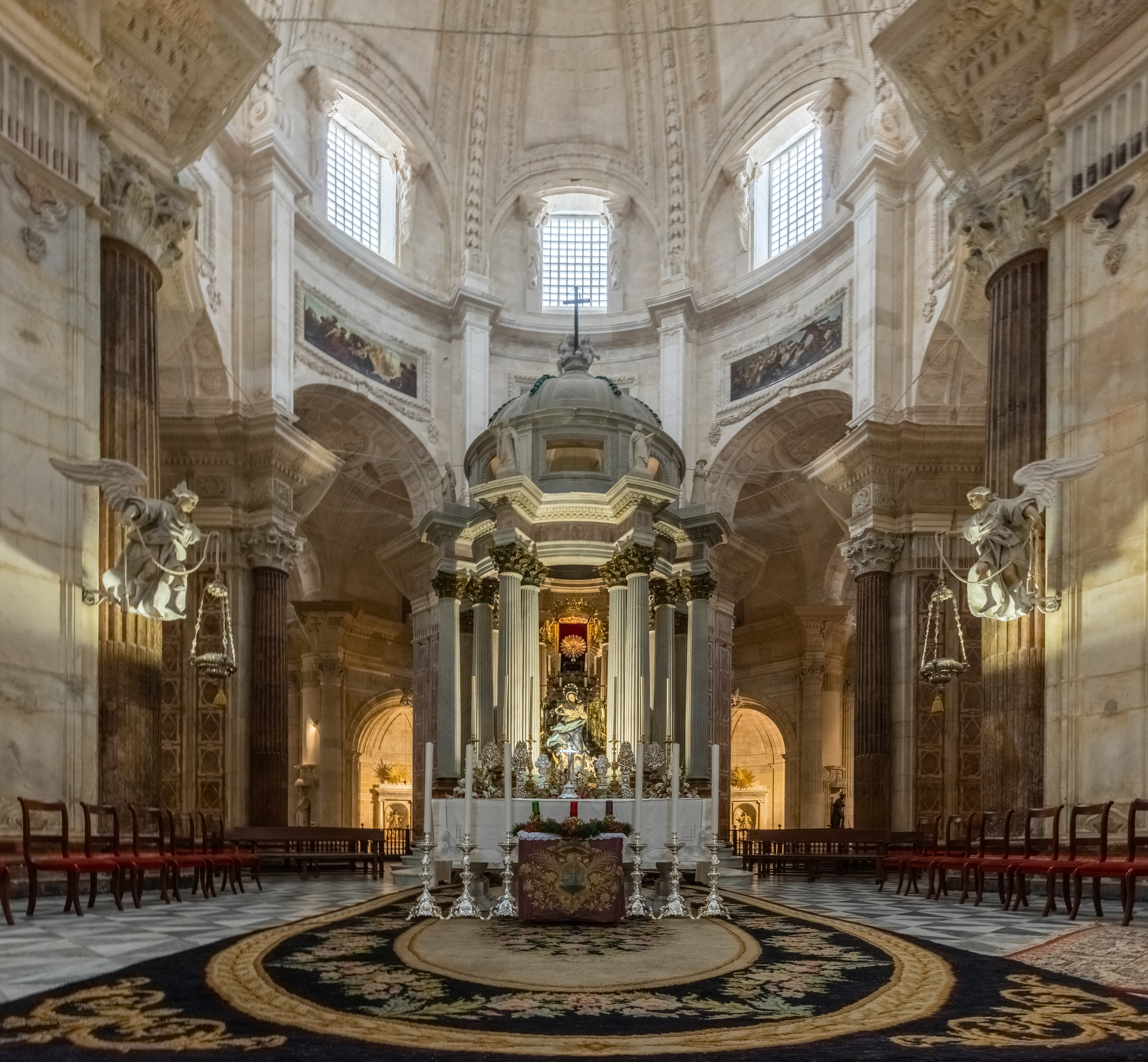
L'interno.

Si tratta di un edificio religioso di grandi proporzioni che è stato costruito nel XVIII secolo, dall'architetto Vicente Acero, nell'anno 1722. Acero abbandonò il progetto nel 1739 e Gaspar Cayon gli successe nei lavori, lasciando poi nel 1757 tale ruolo al nipote Torcuato Cayon. Dopo la morte di quest'ultimo, avvenuta nel 1783, gli successe Miguel Olivares fino al 1790, quando cominciò a dirigere il lavoro di Manuel Machuca. Infine, dal 1832 fino al suo completamento, la costruzione è stata supervisionata da Juan Daura.
La decisione di sostituire la cattedrale vecchia di Cadice con una nuova era dovuto a due circostanze principali: il cattivo stato di conservazione della prima e il desiderio di avere uno spazio più monumentale e rappresentativo coerente con l'importanza che Cadice aveva acquisito con il trasferimento della Camera di Commercio nella città da Siviglia nel corso dell'anno 1717.
Nei 116 anni della sua costruzione, l'edificio ha subito il mutare delle mode e dei gusti dei diversi architetti e ciò spiega la combinazione di diversi stili: barocco, rococò e neoclassico fondamentalmente.
I materiali utilizzati sono state vari, a causa di crisi economiche che hanno colpito la città. La cattedrale, una volta ultimata, è stata benedetta dal vescovo Fray Domingo de Silos Moreno nel 1838. A causa dei ritardi nei lavori, molte parti del tempio sono state lasciate esposte ai rigori del tempo e la stessa posizione dell'edificio in riva al mare ha causato il logoramento della pietra.
Vi si conserva una scultura in legno di betulla policromo, Incoronazione della Vergine, opera dello scultore barocco ischitano Gaetano Patalano.